# 耳成山
耳成山（みみなしやま）は、奈良盆地の南部に位置する奈良県橿原市にある山。山の標高は139.6メートルだが、山頂にある三角点の標高は139.2メートルである。天香久山、畝傍山とならんで大和三山の一つをなし、最も北に位置する。歴史的風土特別保存地区と国の名勝に指定されている。
山の南部には耳成山公園（5,222平方メートル）が整備され、市民の憩いの場であり春には桜の名所となっている。

## 概要
この山は中新世に噴出した火山岩が侵食されてその一部のみが残存した侵食地形である。瀬戸内火山帯に属する独立峰であり流紋岩より形成される。
登山途中、木々の合間から眺望ができる箇所がいくつかあり、同じく大和三山である畝傍山を傍観できる箇所もあるが、山頂は特別な整備はされていないので眺望は全くない。山頂よりやや低い標高約120m付近に耳成山口神社がある。
山口神社の山号は耳成山であるが、登山口の鳥居には「耳無山」と刻されている。この神社の祭神は高御産霊神（たかみむすびのかみ）と大山祗神（おおやまつみのかみ）の二柱であるが、明治時代以前は農耕神・水の神を祀る天神社であったとされ、雨乞いの神事が行われたという記録も残されている。
最寄り駅は近鉄大阪線耳成駅で徒歩約12分。JR桜井線畝傍駅からは北東2キロメートルに位置し、徒歩約16分。近鉄大阪線の大和八木 - 耳成駅間の車中からは、そのほぼ円錐形の耳成山を眺めることができる。この山の形から「耳無し」山（余分なところがない山）といわれる。「耳がない」ことからか、麓にはかつて「口無しの井戸」、「目隠し川」があったとされる。また万葉集には「耳梨山」とも記される。

## 歴史

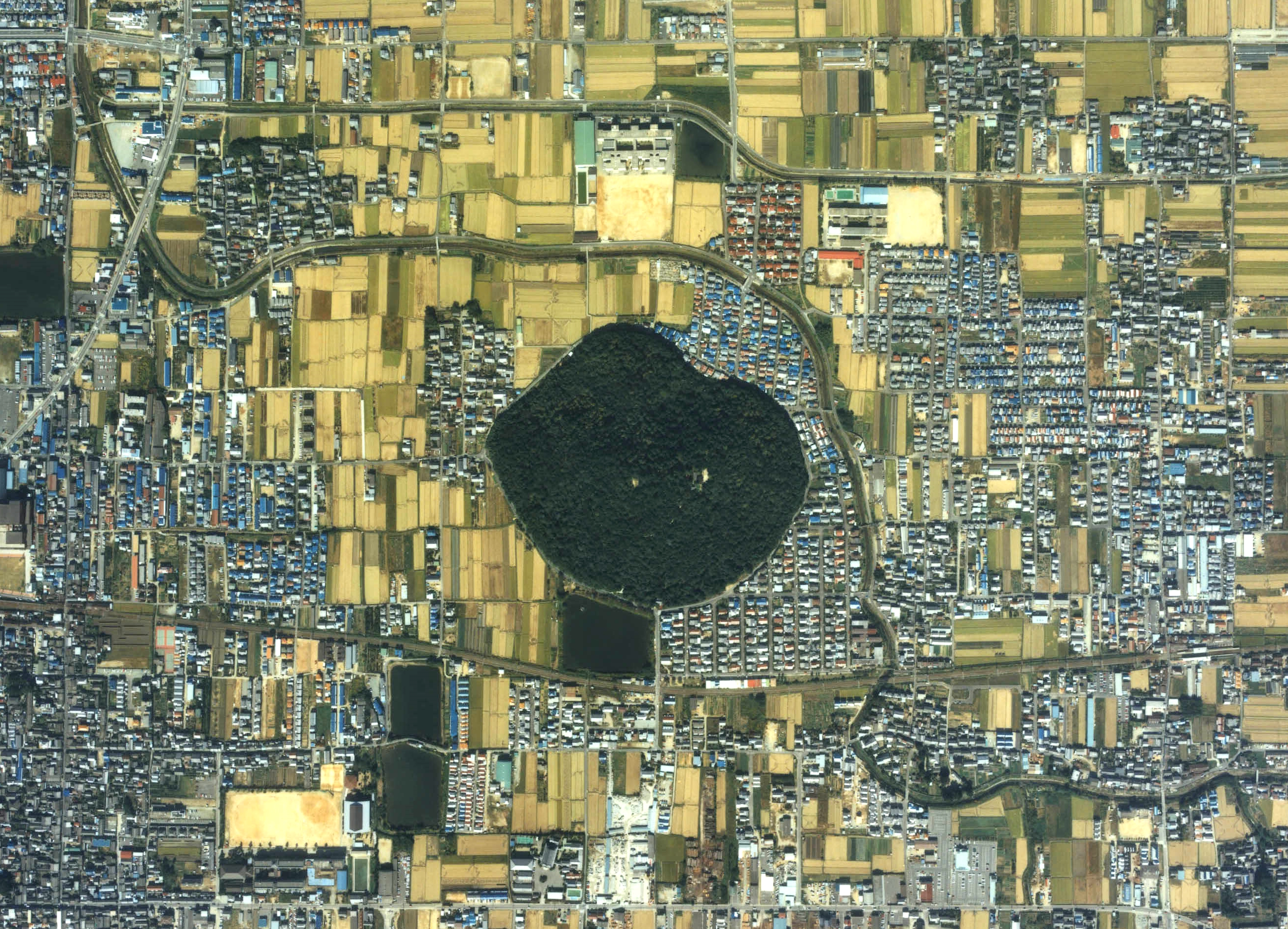
耳成山周辺の空中写真。独立峰であることが分かる。1985年撮影。
。

天然の山ではなく、古代に造営された上円下方墳との説がある。大和三山が二等辺三角形をなし、かつその事実が古くより知られていた事、古事記や日本書紀において古い時代の記述が無く、ようやく日本書紀において允恭天皇の時代以降に記述が見られる事が根拠として提示される。その規模の大きさから全くのゼロから造営された古墳でなく、既存の天然山を改造したという説もあり、火山と見られるのに噴火口が無い事から、噴火口を埋めるなどの造成をした（その際に大和三山の山頂が二等辺三角形をなすように調整された）とも考えられている（もちろん上述の通り、火山岩が侵食された侵食地形というのが通説である）。
かつては天神山とも呼ばれ天神山城があったとされる。
1908年（明治41年）、明治天皇の演習統監が行われ、山頂には「明治天皇大演習御統監地」と記された石柱がある。南麓の池は木原古池遺跡、北西には木原環濠がある。

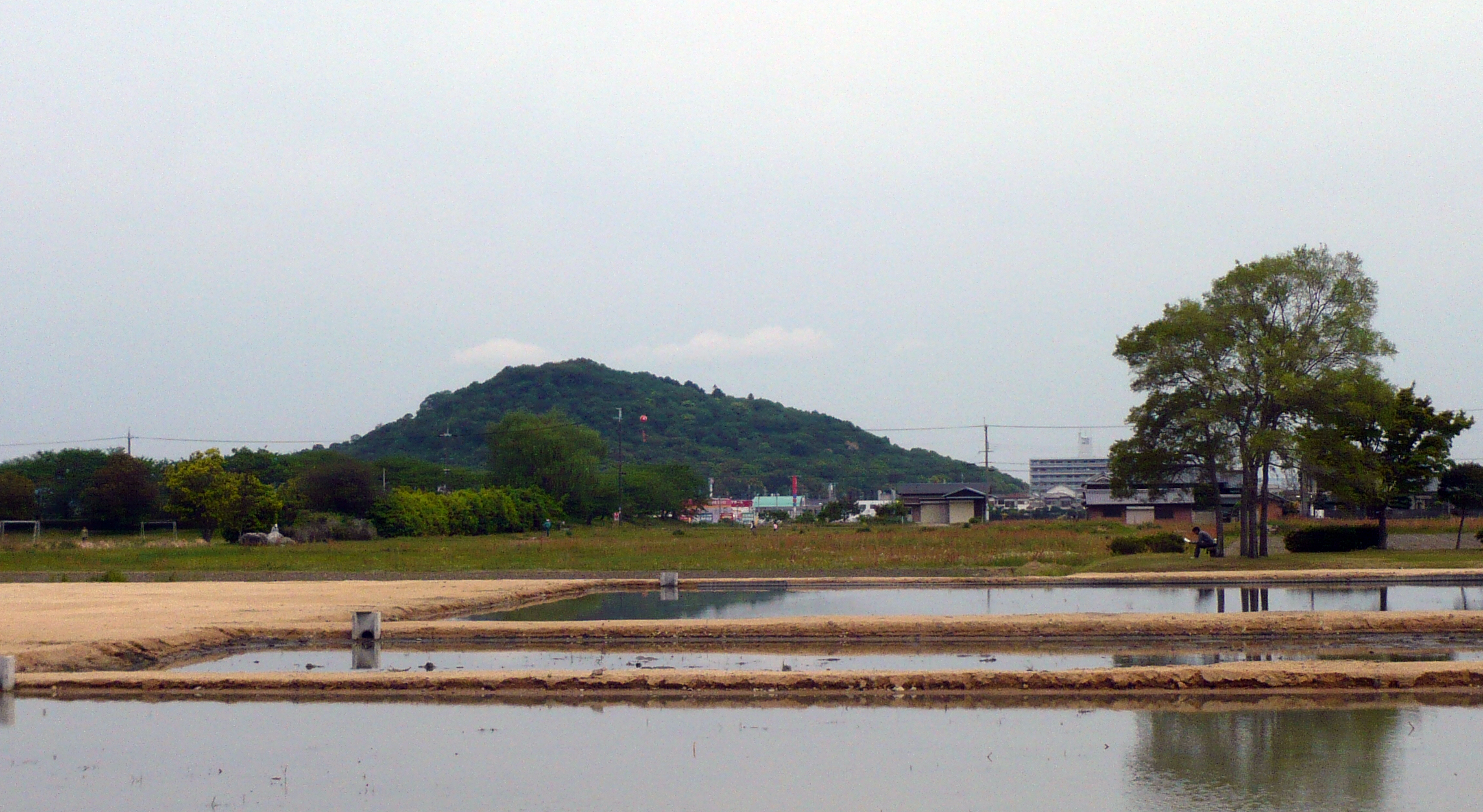
藤原宮跡から見た耳成山
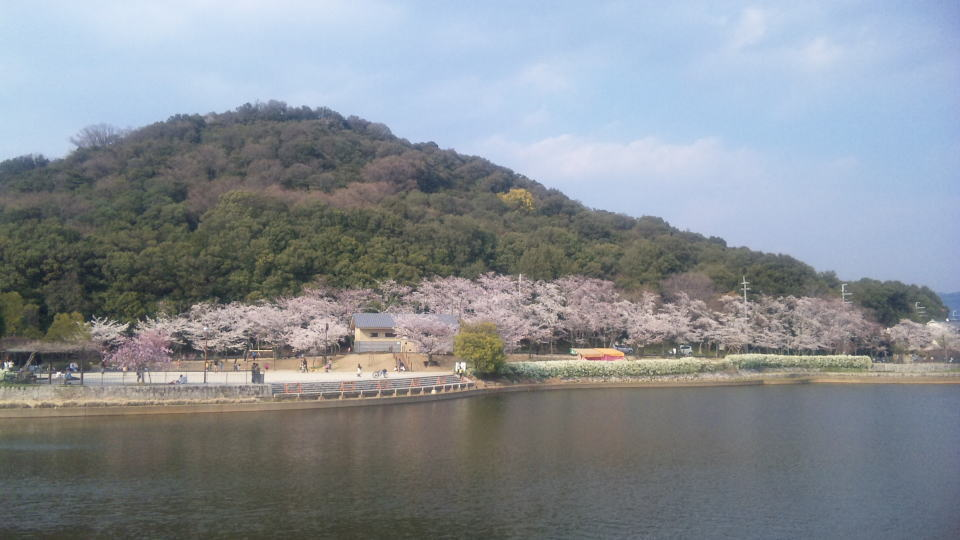
耳成山と、麓の耳成山公園の桜
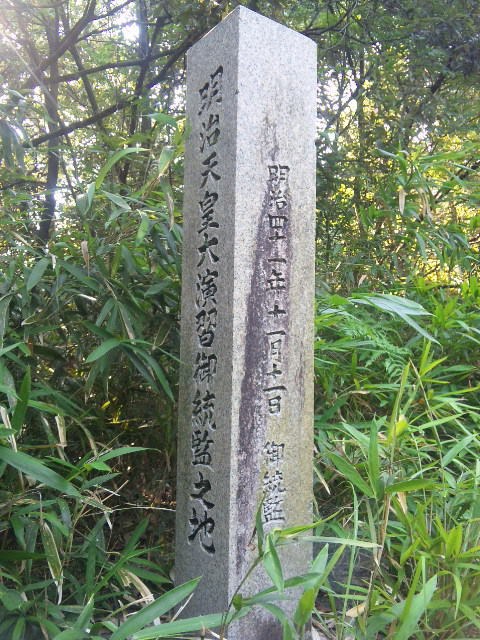
「明治天皇大演習御統監地」の石柱
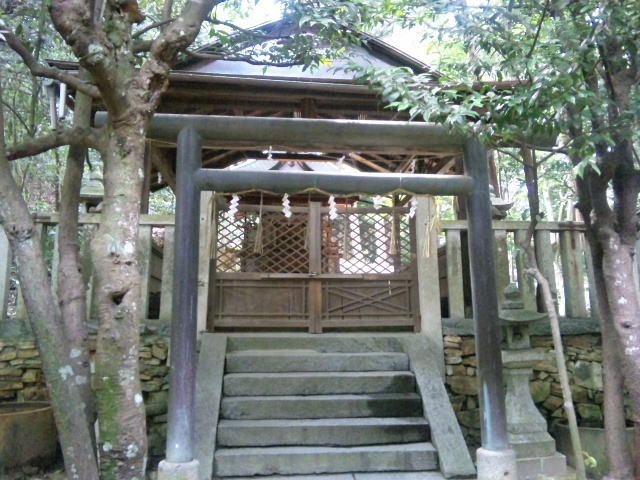
耳成山口神社

### 和歌
- 耳成(みみなし)の　池し恨めし　吾妹子(わぎもこ)が　来つつ潜(かづ)かば　水は涸れなむ　（万葉集 作者不明）
耳成山公園の古池畔に歌碑あり
- 香久山は　畝傍ををしと　耳梨と　相争ひき　神代より　かくにあるらし　古へも　然（しか）にあれこそ　うつせみも　嬬（つま）を　争ふらしき　（万葉集 中大兄皇子）
香具山と　耳梨山と　あひし時　立ちて見に来し　印南国原（いなみくにはら）　（前出の反歌）
- 耳なしの　山のくちなし　えてしがな　思ひの色の　下染めにせむ　（古今和歌集 作者不明）

## 登山
耳成山南麓にある耳成山公園に公園登山口がある。かつて木原村（現在の木原町）から、松明をかざしながら宮司を先頭にして村民が参詣祈願したことから、ここからの登山道が「火振り坂」とも呼ばれている。山麓から山頂まで、コースタイムは約13分。登山口のすぐ先で、山口神社の鳥居がある灯籠のある登山道（急登）と、ゆるやかに山腹を半時計回りに巻く登山道に分かれている。
山頂からの眺望は、木が伐採されている天香久山方向に僅かにある。また、山腹を巻く緩やかな登山道の所々に展望が開けた場所がある。神社参道の急登登山道は自然地形で石段化はされておらず、緩やかな山腹を巻く登山道もバリアフリー化や舗装化はされておらず、観光で登山をする場合は注意が必要である。公園登山口には公衆トイレがある。